# Vild och skild
Vild och skild är en sång skriven av Magnus Uggla och Anders Henriksson  och inspelad av Uggla 2007 på albumet Pärlor åt svinen. samt utgiven på singel samma år.
Den blev en stor framgång på Svensktoppen, där den låg i nio veckor under perioden 13 januari–9 mars 2008 innan den lämnade listan med sjundeplats som högsta placering.

## Listplaceringar
| Lista (2007-2008) | Topplacering |
| ----------------- | ------------ |
| Sverige           | 50           |

### Fotnoter
1. ↑  ”Magnus Uggla - Pärlor Åt Svinen” (på engelska). Discogs. https://www.discogs.com/Magnus-Uggla-P%C3%A4rlor-%C3%85t-Svinen/release/10024116. Läst 22 december 2020.
2. ↑  ”Pärlor åt svinen”. Svensk mediedatabas. 14 mars 2007. http://smdb.kb.se/catalog/id/002183916. Läst 1 augusti 2014.
3. ↑  ”Vild & skild”. Svensk mediedatabas. 14 mars 2007. http://smdb.kb.se/catalog/id/002211238. Läst 1 augusti 2014.
4. ↑  ”Söndag 13 januari 2008”. Sveriges Radio. 13 januari 2008. http://sverigesradio.se/sida/topplista.aspx?programid=2023&date=2008-01-13. Läst 1 augusti 2014.
5. ↑  ”Söndag 9 mars 2008”. Sveriges Radio. 9 mars 2008. http://sverigesradio.se/sida/topplista.aspx?programid=2023&date=2008-03-09. Läst 1 augusti 2014.
6. ↑  ”Söndag 16 mars 2008”. Sveriges Radio. 16 mars 2008. http://sverigesradio.se/sida/topplista.aspx?programid=2023&date=2008-03-16. Läst 1 augusti 2014.
7. ↑  ”Vild och skild”. Swedishcharts. http://swedishcharts.com/showitem.asp?interpret=Magnus+Uggla&titel=Vild+och+skild&cat=s. Läst 1 augusti 2014.